# Barrios (Argentina)
Barrios è un comune dell'Argentina (comisión municipal in spagnolo), appartenente alla provincia di Jujuy, nel dipartimento di Yavi.
In base al censimento del 2001, nel territorio comunale dimorano 366 abitanti, di cui 192 nella cittadina capoluogo del comune.